# DANDYISM
『DANDYISM』（ダンディズム）は、日本のロックバンド、DOPING PANDAのメジャー1枚目のアルバム。2006年4月5日、gr8!recordsより発売。

## 解説
- メジャー初のフルアルバム。
- 初回生産限定盤と通常盤の2形態でのリリース。初回盤はDVD付きで、PV3曲とショートムービーを収録。

## 収録曲
1. High Pressure (2:00)
（作曲：Yutaka Furukawa）
2. Introck (1:30)
（作詞・作曲：Yutaka Furukawa）
3. Blind Falcon (3:16)
（作詞・作曲：Yutaka Furukawa）
本作のリード・ナンバー。PVも制作されている。
4. MIRACLE (4:03)
（作詞・作曲：Yutaka Furukawa）
1stシングル曲。
5. The Fire -Alarmix- (4:29)
（作詞・作曲：Yutaka Furukawa）
ミニアルバム『High Pressure』収録曲のアルバムバージョン。イントロが長くなっている。
6. Get You (3:46)
（作詞：Yutaka Furukawa　作曲：DOPING PANDA）
イントロ、間奏に寸劇が挟まる構成となっており、寸劇におけるFurukawaの相手役はHojoが担当している。
7. Moralist (3:52)
（作詞・作曲：Yutaka Furukawa）
8. Hi-Fi (4:37)
（作詞・作曲：Yutaka Furukawa）
ミニアルバム『High Fidelity』収録曲。
9. I'll give (this happy time for you) (4:05)
（作詞：Yutaka Furukawa　作曲：DOPING PANDA）
10. Snow Dance (4:25)
（作詞・作曲：Yutaka Furukawa）
11. Tell Me My Speaker Box (3:47)
（作詞・作曲：Yutaka Furukawa）
12. Teenage Dandyism (3:51)
（作詞・作曲：Yutaka Furukawa）

全編曲：DOPING PANDA

## 演奏
- Yutaka Furukawa
  - Vox, Guitar, Keyboards, Programming
  - Strings Arrangement (#3)
- Taro Houjou：Bass, Chorus, Synthesizer Bass
- Hayato：Drums, Chorus, Percussion
- Takumi-Cromagnon (Cro-magnon)
  - Keyboards (#7)
  - Piano (#11)
  - Strings Arrangement (#3.10)
- 金原千恵子：1st Violin (#3.10)
- 桐山なぎさ：2nd Violin (#3.10)
- 古川原裕仁：Viola (#3.10)
- 笠原あやの：Cello (#3.10)

## 初回特典DVD
1. Hi-Fi (PV)
2. The Fire (PV)
3. MIRACLE (PV)
4. DOPING PANDA The short movies-EPISODE II